# Tenuicollis tibialis
Tenuicollis tibialis is een keversoort uit de familie snoerhalskevers (Anthicidae). De wetenschappelijke naam van de soort is voor het eerst geldig gepubliceerd in 1835 door Waltl.